# Tiếng Pháp tại châu Phi

Các nước châu Phi thường được coi là nói tiếng Pháp.
Dân số của 26 quốc gia này và hai hòn đảo của Pháp, Trong số 55% ở Châu Phi (một nửa) lên tới khoảng 431 triệu dân vào năm 2019 trong số 1,3 tỷ người châu Phi (hoặc 33% dân số châu Phi) và sẽ đạt từ 845 đến 866 triệu dân vào năm 2050 (hoặc 34,0% đến 34,4% dân số châu Phi) theo dự báo dân số
Các quốc gia hoặc khu vực đôi khi được coi là nói tiếng Pháp.
Các quốc gia không nói tiếng Pháp nhưng đã tham gia OIF.

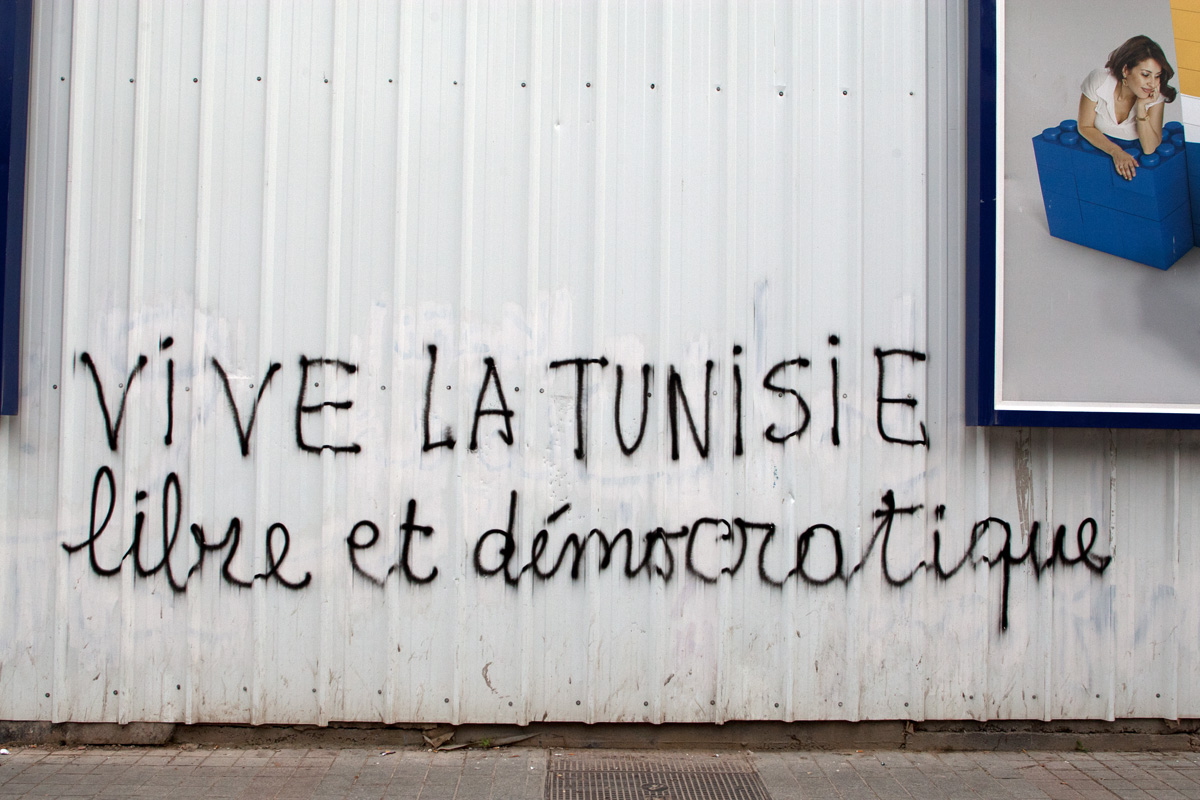
Graffiti trên đại lộ Habib-Bourguiba ở Tunis vào tháng 3/2012.

Tiếng Pháp tại châu Phi là tập hợp tất cả các phương ngữ, giọng nói và từ mượn, cấu trúc và tạo ra từ tiếng Pháp trên toàn lục địa châu Phi, từ Maroc đến các đảo của Ấn Độ Dương từ Ai Cập đến Nam Phi, được nói bởi khoảng (ước tính) 430 triệu người ở Châu Phi trải rộng trên 29 quốc gia Pháp ngữ. Nó bao gồm những người nói tiếng Pháp như một ngôn ngữ đầu tiên hoặc ngôn ngữ thứ hai ở 31 nước nói tiếng Pháp ở châu Phi (màu xanh đậm trên bản đồ) nhưng nó không bao gồm người nói tiếng Pháp sống tại các quốc gia châu Phi không nói tiếng Pháp. Châu Phi vì thế là lục địa có nhiều người nói tiếng Pháp nhất trên thế giới. Tiếng Pháp đến Châu Phi như một ngôn ngữ thực dân; những người nói tiếng Pháp châu Phi này hiện là một phần lớn của Cộng đồng Pháp ngữ.
Ở Châu Phi, tiếng Pháp thường được nói cùng với các ngôn ngữ bản địa, nhưng tại một số khu vực đô thị (đặc biệt là ở Trung Phi và tại các cảng nằm trên Vịnh Guinea), nó đã trở thành ngôn ngữ đầu tiên, như ở vùng Abidjan, Bờ Biển Ngà, tại các khu vực đô thị Douala và Yaoundé ở Cameroon hoặc Libreville, Gabon. Ở một số quốc gia, nó là ngôn ngữ đầu tiên trong số một số tầng lớp dân cư, như ở Tunisia, Maroc, Mauritanie và Algerie, trong đó tiếng Pháp là ngôn ngữ đầu tiên trong số các tầng lớp thượng lưu (nhiều người thuộc tầng lớp thượng lưu nói song ngữ đồng thời tiếng Ả Rập/tiếng Pháp), nhưng chỉ là ngôn ngữ thứ hai trong dân số nói chung.
Ở mỗi quốc gia châu Phi Pháp ngữ, tiếng Pháp được nói với cách phát âm và từ vựng khác nhau tuỳ theo biến thể địa phương.
Năm 2010, một ước tính cho rằng số lượng người nói tiếng Pháp châu Phi lên tới 120 triệu người; con số này đã tăng mạnh (từ 79 triệu vào năm 1997 lên 115 triệu vào năm 2006).
Theo nghiên cứu của Cộng đồng Pháp ngữ (OIF), vào năm 2050, Châu Phi sẽ tập hợp khoảng 85% người nói tiếng Pháp trên thế giới, trong số 715 triệu người nói, với điều kiện việc học tiếp tục tiến triển trên lục địa và tiếng Pháp vẫn là ngôn ngữ giáo dục.

## Nước nói tiếng Pháp
Danh sách dưới đây liệt kê 21 quốc gia châu Phi cũng như hai hòn đảo của Pháp (Réunion và Mayotte) có tiếng Pháp là ngôn ngữ chính thức duy nhất hoặc đồng chính thức: 
| Quốc gia               | Dân số (ư.l. 2016) | Người nói tiếng Pháp (ư.l. 2016) | Tỷ lệ nói tiếng Pháp | Lượt xem trang Tất cả Wiki (2013) | Lượt xem trang Wiki FR (2013) | Tỷ lệ | Hạng Wiki FR (2013) |
| ---------------------- | ------------------ | -------------------------------- | -------------------- | --------------------------------- | ----------------------------- | ----- | ------------------- |
| Cộng hòa Dân chủ Congo | 79.723.000         | 37.175.000                       | 47 %                 | 5.733.000                         | 4.514.000                     | 79 %  | 1                   |
| Madagascar             | 24.916.000         | 4.983.000                        | 20 %                 | 14.788.000                        | 12.209.000                    | 83 %  | 1                   |
| Cameroon               | 23.924.000         | 9.546.000                        | 40 %                 | 17.305.000                        | 12.038.000                    | 70 %  | 1                   |
| Ivory Coast            | 23.254.000         | 7.881.000                        | 34 %                 | 28.872.000                        | 24.185.000                    | 84 %  | 1                   |
| Niger                  | 20.715.000         | 2.631.000                        | 13 %                 | 2.080.000                         | 1.677.000                     | 81 %  | 1                   |
| Burkina Faso           | 18.634.000         | 4.124.000                        | 22 %                 | 5.384.000                         | 4.496.000                     | 84 %  | 1                   |
| Mali                   | 18.135.000         | 3.061.000                        | 17 %                 | 5.446.000                         | 4.441.000                     | 82 %  | 1                   |
| Senegal                | 15.589.000         | 4.521.000                        | 29 %                 | 32.076.000                        | 24.539.000                    | 77 %  | 1                   |
| Tchad                  | 14.497.000         | 1.827.000                        | 13 %                 | 281.000                           | 174.000                       | 62 %  | 1                   |
| Guinea                 | 12.947.000         | 3.118.000                        | 24 %                 | 1.289.000                         | 963.000                       | 75 %  | 1                   |
| Rwanda                 | 11.883.000         | 669.000                          | 6 %                  | 6.674.000                         | 1.185.000                     | 18 %  | 2                   |
| Burundi                | 11.553.000         | 959.000                          | 8 %                  | 1.716.000                         | 1.131.000                     | 66 %  | 1                   |
| Benin                  | 11.167.000         | 3.950.000                        | 35 %                 | 5.260.000                         | 4.110.000                     | 78 %  | 1                   |
| Togo                   | 7.497.000          | 2.914.000                        | 39 %                 | 3.760.000                         | 2.808.000                     | 75 %  | 1                   |
| Cộng hòa Trung Phi     | 4.998.000          | 1.467.000                        | 29 %                 | 245.000                           | 204.000                       | 83 %  | 1                   |
| Cộng hòa Congo         | 4.741.000          | 2.758.000                        | 58 %                 | 1.706.000                         | 1.366.000                     | 80 %  | 1                   |
| Gabon                  | 1.763.000          | 1.077.000                        | 61 %                 | 5.270.000                         | 4.160.000                     | 79 %  | 1                   |
| Djibouti               | 900.000            | 450.000                          | 50 %                 | 8.428.000                         | 2.077.000                     | 25 %  | 2                   |
| Guinea Xích đạo        | 870.000            | 251.000                          | 29 %                 | 888.000                           | 225.000                       | 25 %  | 2                   |
| La Réunion             | 867.000            | 763.000                          | 88 %                 | 43.078.000                        | 38.714.000                    | 90 %  | 1                   |
| Comoros                | 807.000            | 205.000                          | 25 %                 | 495.000                           | 409.000                       | 83 %  | 1                   |
| Mayotte                | 246.000            | 155.000                          | 63 %                 | ?                                 | ?                             | ?     | ?                   |
| Seychelles             | 97.000             | 51.000                           | 53 %                 | 2.331.000                         | 89.000                        | 4 %   | 2                   |
| Tổng cộng              | 309.723.000        | 94.536.000                       | 31 %                 | 193.105.000                       | 145.714.000                   | 75 %  | 1                   |

Thêm vào đó là các khu vực và quốc gia nơi sử dụng tiếng Pháp phổ biến mà không được hưởng vị thế chính thức hoặc quốc gia (ví dụ Algérie, Nigeria, Ghana hoặc São Tomé và Príncipe)
Dù là ngôn ngữ bản địa, ngôn ngữ chính thức hay ngôn ngữ thứ hai, tiếng Pháp có tác động sâu sắc đến cuộc sống hàng ngày của hàng chục triệu người nói ở châu Phi, chủ yếu ở Bắc Phi (Maghreb và Mashreq), ở Tây Phi, ở Trung Phi và ở Ấn Độ Dương, cũng ở Đông Phi ở một mức độ thấp hơn.

## Phân chia
Có bốn "gia đình" lớn của tiếng Pháp châu Phi:
- Tiếng Pháp Maghreb
- Tiếng Pháp Tây và Trung Phi
- Tiếng Pháp Djibouti, ở vùng Sừng châu Phi
- Creole Pháp tại Ấn Độ Dương (Mauritius, Réunion, Seychelles, Mayotte...)